# Turbo petholatus
Turbo petholatus là một loài ốc biển, là động vật thân mềm chân bụng sống ở biển trong họ Turbinidae.

## Hình ảnh

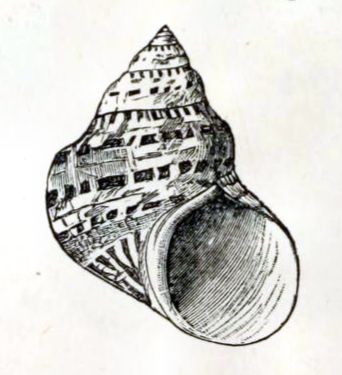
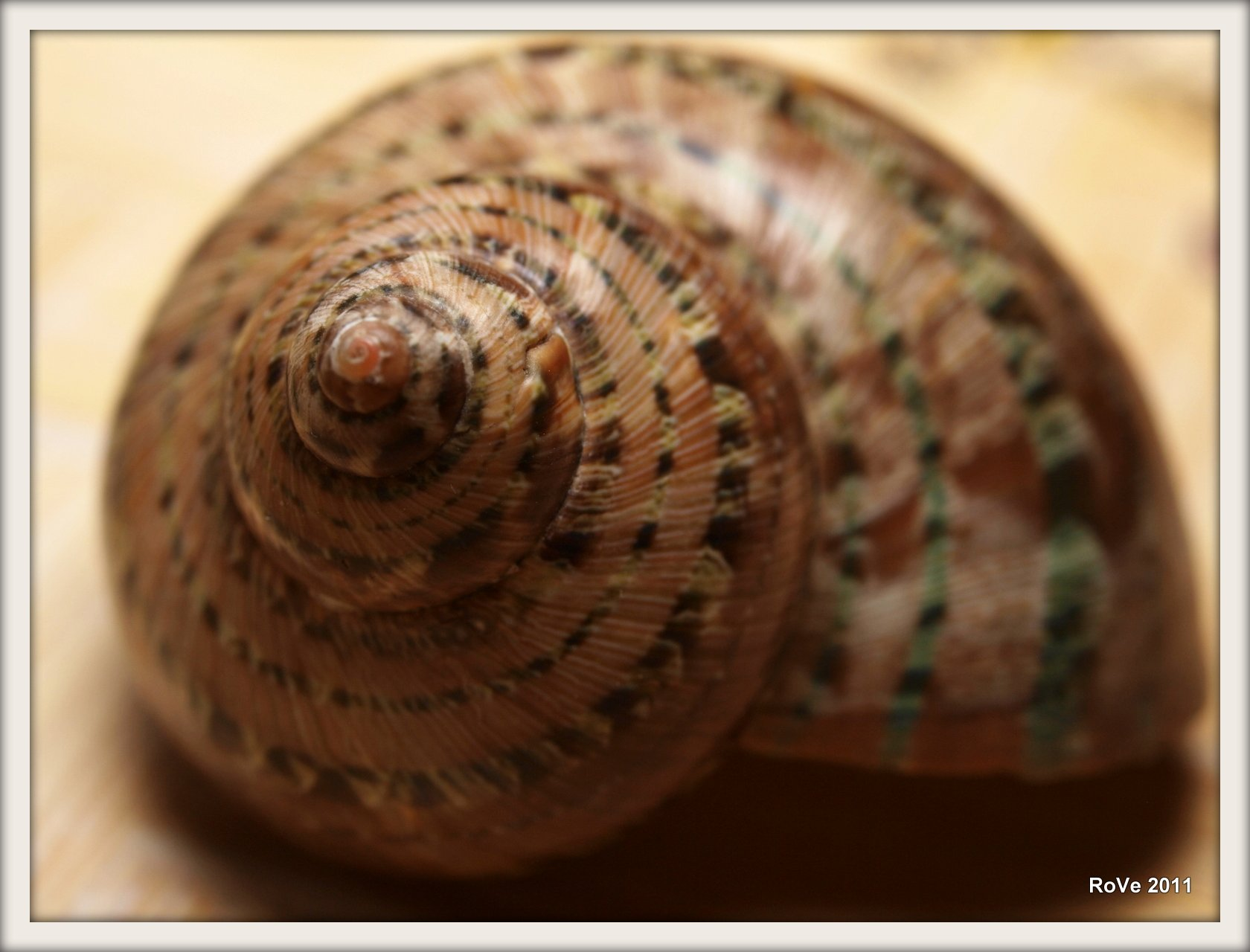
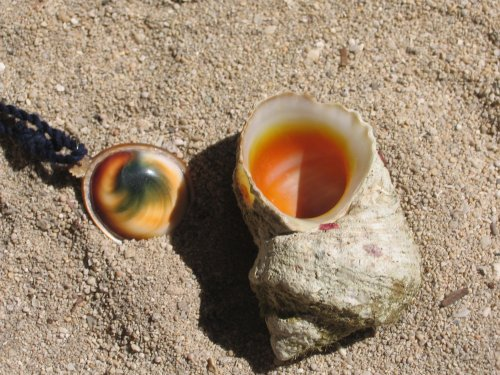
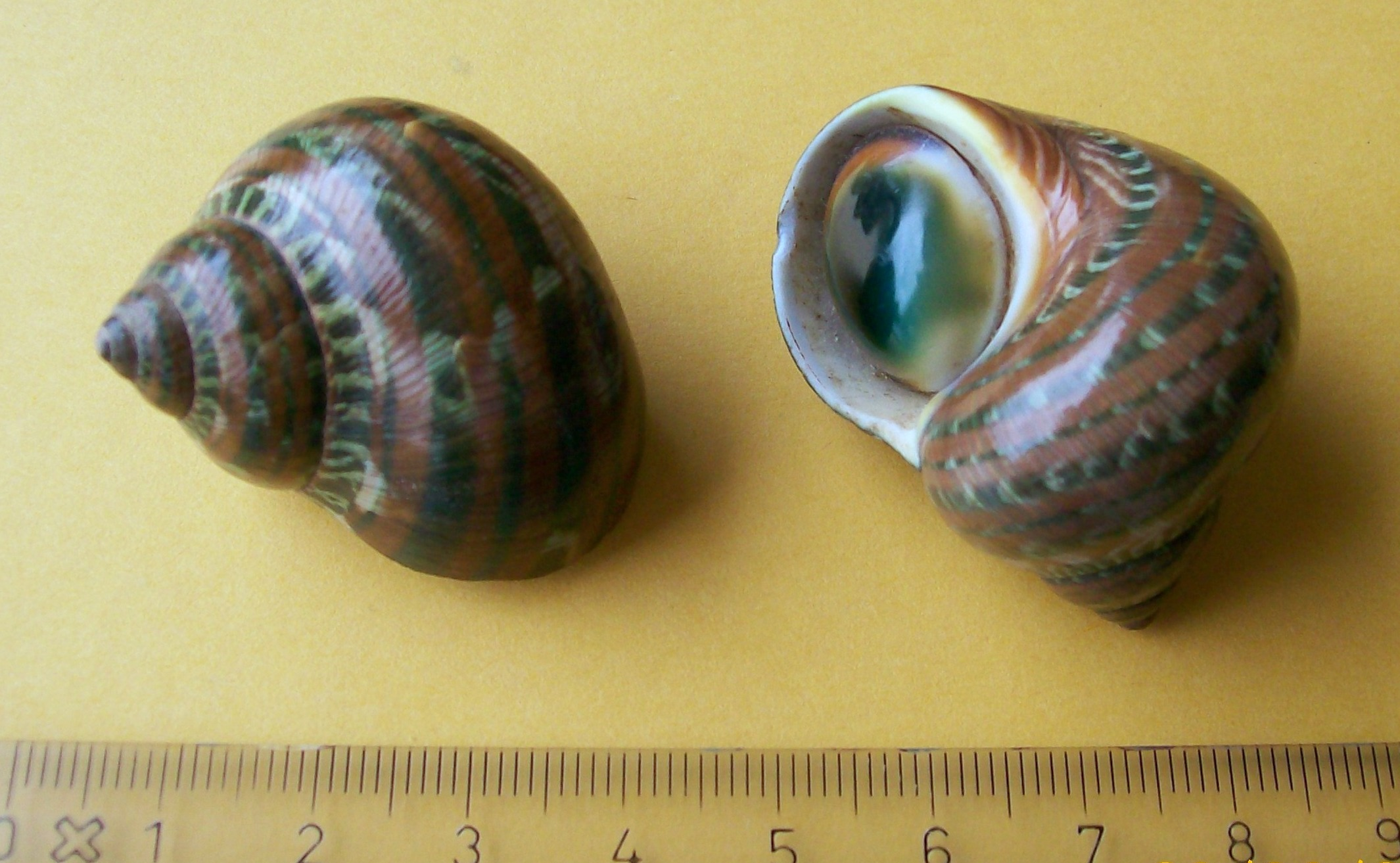
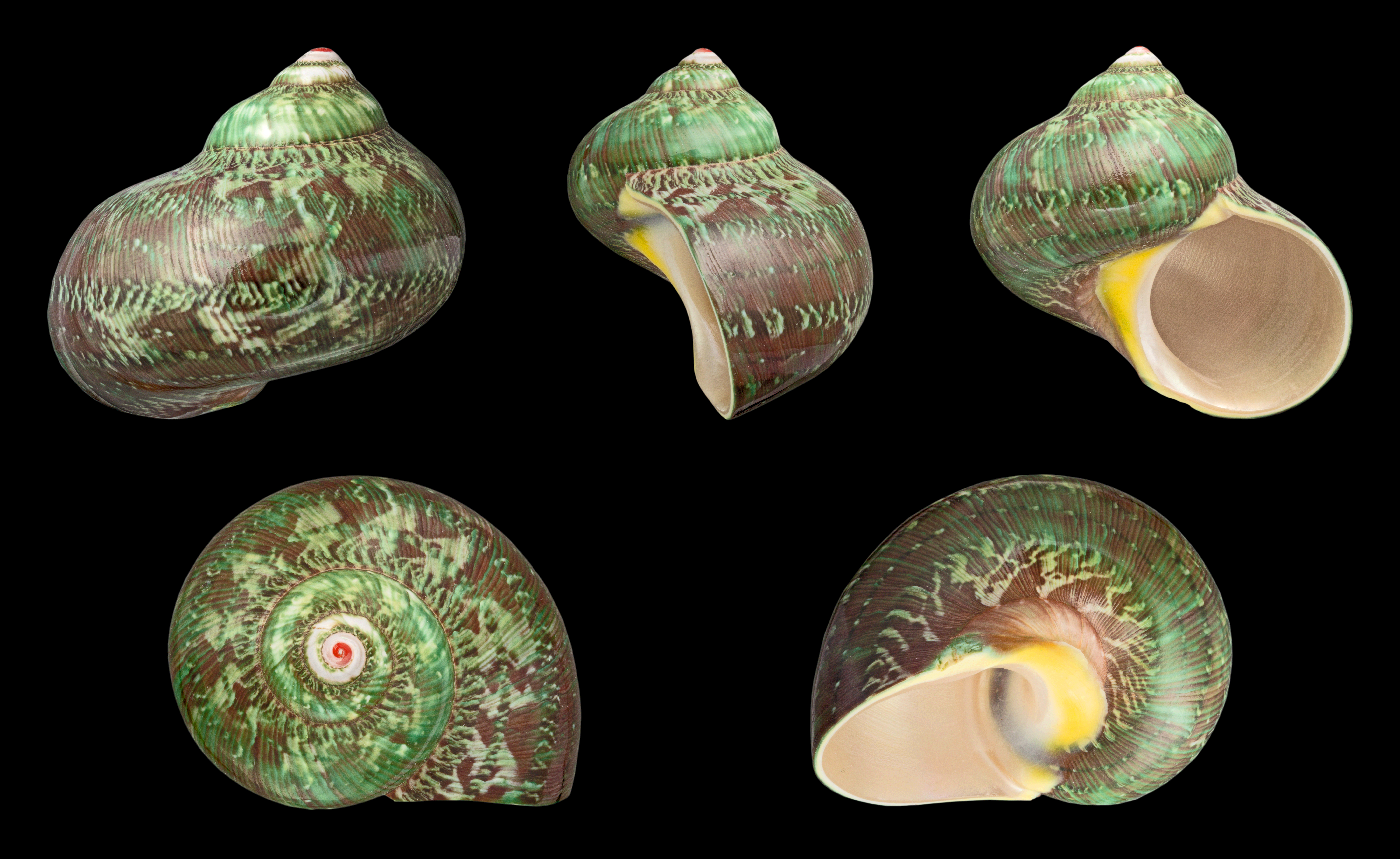
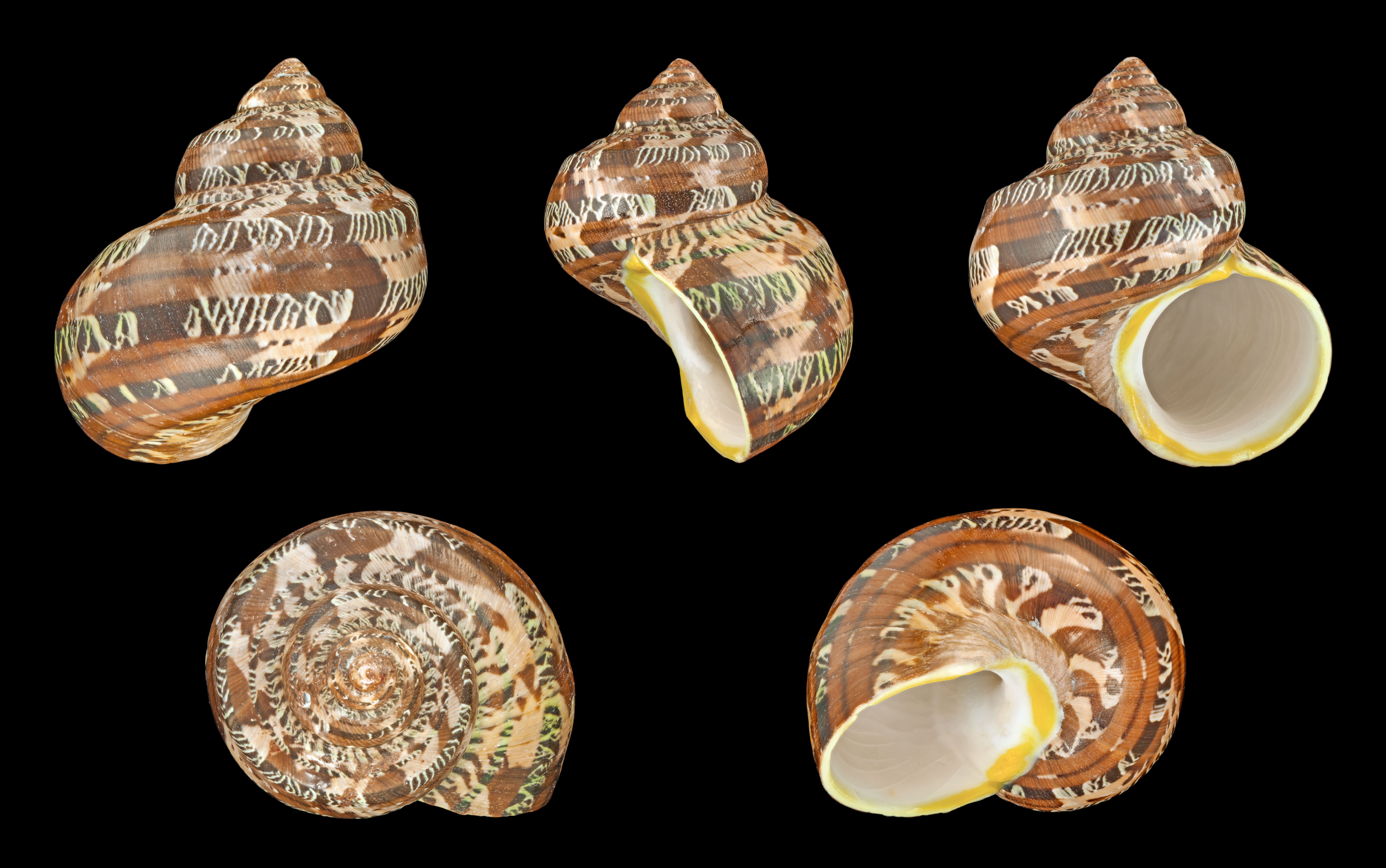